# Střední znak republiky Československé

Střední znak republiky Československé

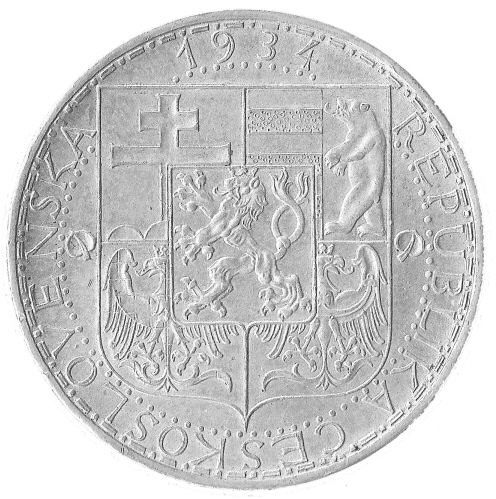
Střední znak republiky Československé na minci 20 Kč

Střední znak republiky Československé byl jedním ze státních symbolů Československé republiky v letech 1920 až 1939. Byl zaveden zákonem Národního shromáždění republiky Československé z 30. března 1920, číslo 252/1920 Sb.

## Historie a použití
Střední znak byl zaveden, spolu s malým a velikým znakem, zákonem č. 252/1920 Sb. ze dne 30. března 1920. V období první republiky znak používala některá ministerstva, vyšší soudy, četnictvo a policie. Se vznikem druhé republiky po mnichovském diktátu se střední znak stal hlavním znakem ČSR, jako výraz autonomního uspořádání státu. Následně jej v roce 1939 nahradil státní znak Protektorátu Čechy a Morava. Po druhé světové válce se znak, ačkoliv nebyl zrušen, přestal používat.

## Popis
Střední znak republiky Československé se skládal ze dvou štítů – předního a zadního.

### Přední štít

Znak Čech

Na předním štítu byl znak Čech: na červeném štítě stříbrný dvouocasý lev ve skoku, hledící vpravo, úst rozžavených, s jazykem vyplazitým, drápy a čelenkou, vše zlaté barvy.

### Zadní štít
Zadní štít byl rozdělen na čtyři pole.
V horním levém poli byl znak Slovenska: na červeném štítě tři modré vrchy, na prostředním z nichž byl vztyčen stříbrný dvojramenný kříž. V horním pravém poli byl znak Podkarpatské Rusi: podélně rozdělený štít, v pravé části modré pole s třemi zlatými břevny; v levé části stříbrné pole se stojícím červeným medvědem hledícím vpravo.
V dolním levém poli byl znak Moravy: na modrém štítě vlevo hledící, stříbrně a červeně šachovaná orlice s čelenkou. V dolním pravém poli byl znak Slezska: na zlatém štítě vpravo hledící černá orlice s čelenkou, červenou zbrojí a stříbrnou pružinou zakončenou jetelovými trojlístky a uprostřed zdobenou křížkem.

## Oficiální popis
Oficiální popis středního znaku podle zákona č. 252/1920 Sb. ze dne 30. března 1920, kterým se vydávají ustanovení o státní vlajce, státních znacích a státní pečeti:
| „ | Střední znak republiky Československé má dva štíty, přední a zadní. Na předním (srdečním) jest znak český: na červeném štítě stříbrný dvouocasý lev ve skoku v pravo hledící, úst rozžavených, s jazykem vyplazitým, drápy a čelenkou, vše zlaté barvy. Zadní štít jest čtvrcený. V jeho horním pravém poli jest znak slovenský: na červeném štítě tři modré vrchy, z nichž na prostředním vyšším vztyčen jest stříbrný kříž patriarší. V levém horním poli znak Podkarpatské Rusi: štít na zdél rozdělený; v pravém, modrém poli tři zlatá břevna, v levém, stříbrném poli stojící červený medvěd v pravo hledící. V pravém spodním poli znak moravský, na modrém štítě v pravo hledící orlice s čelenkou, stříbrně a červeně šachovaná. V levém spodním poli znak slezský: na zlatém štítě v pravo hledící černá orlice s čelenkou o červené zbroji se stříbrnou pružinou na prsou, zakončenou jetelovými trojlístky a uprostřed zdobenou křížkem. | “ |

Jak je z oficiálního popisu patrné, bylo znázornění znaku v rozporu se zákonem, neboť slezská orlice v tomto znaku hleděla (heraldicky) vlevo a nikoliv vpravo.

## Jednotlivé znaky

### Přední štít
- Znak Čech

### Zadní štít

Znak Slovenska
Znak Podkarpatské Rusi
Znak Moravy
Znak Slezska